# Кевин Мур
Кевин Мур (енгл. Kevin Moore; Њујорк, 26. мај 1967) је амерички музичар, активан у жанровима прогресивног рока и метала и електронске музике. Мур је аутор пројекта Крома Ки (Chroma Key), један од оснивача пројекта OSI и оригинални клавијатуриста бенда Дрим Тијатер, са којима је наступао до 1994. године. Такође компонује и филмску музику. Мур је живео у неколико држава, прво у САД, затим у Мексику, Костарици, Канади, а од 2004. године живи и ради у Турској.

## Каријера

### Музички почеци
Мур је почео је да учи да свира клавир када је имао шест година, а са 12 година је почео да се бави компоновањем. Након што је завршио средњу школу, 1985. године је започео студије класичне музике на државном универзитету Фредонија у Њујорку, али их је брзо напустио када је почео да свира у бенду Majesty са друговима из детињства Џоном Петручијем и Џоном Мајангом и бубњарем Мајком Портнојем. Бенд је са певачем Крисом Колинсом направио један студијски снимак са шест песама, од којих је Мур написао текстове за три.

### Дрим Тијатер
Доласком певача Чарлија Доминичија, бенд мења име у Дрим Тијатер и у тој постави 1989. године издају албум When Dream And Day Unite, на коме су се нашле две песме са Муровим текстовима: "Light Fuse And Get Away" и "Only A Matter Of Time", из које је један стих искоришћен као наслов албума.
Године 1992. Дрим Тијатер објављују албум Images And Words, са певачем Џејмсом Лабријем. На овом албуму, Мур је написао текстове за три песме: "Pull Me Under" (која до данас остаје највећи хит бенда), "Surrounded" и "Wait For Sleep" (из које је опет преузет наслов албума), а са остатком бенда је написао и текст за песму "Take The Time". Иако је у то време цео бенд колективно писао музику, Мур је самостално написао музику за песму "Wait For Sleep", и то је био први пут у историји бенда да је један члан самостално написао једну песму. Осим што се тиме показао као изузетно талентован и способан композитор, Мур је ту по први пут почео да испољава своју индивидуалност и неприхватање компромиса, што ће постати још израженије на наредном албуму.
Године 1994. бенд објављује албум Awake, на коме је Мур поново написао три текста: "6:00", "Lie" (објављена и као сингл) и "Space-Dye Vest". Последња од ових песама, за коју је Мур такође написао и музику, представља мрачну клавирску баладу дугу преко седам минута, која се разликовала од свега што је бенд до тада урадио и најавила смер којим ће Мур као композитор кренути у предстојећем периоду. Још за време снимања албума, Мур је најавио да ће напустити бенд, образлажући своју одлуку потребом да ствара музику самостално, без компромиса са бендом. Иако је остао у добрим односима са осталим члановима бенда (касније је чак и свирао са Мајком Портнојем у бенду OSI), Мур је након напуштања бенда одбио неколико понуда да свира на концертима на којима је Дрим Тијатер правио окупљања бивших чланова.

### Крома Ки
Након напуштања бенда, Мур је почео да снима песме за свој први соло албум, назван Music Meant To Be Heard, који је остао на нивоу демо снимка. Уместо тога, Мур је под именом Крома Ки (Chroma Key) објавио албум Dead Air For Radios, 1998. године. Иако је Крома Ки представљен као бенд, суштински је то био Муров соло албум, на коме је самостално написао све песме и одсвирао све инструменте осим бас-гитаре и бубњева. Стилски, овај албум се логично надовезивао на песму "Space-Dye Vest", ослањајући се највише на звук клавира и електронску пратњу, са много снимљених семплова, који су албуму дали још мрачнији призвук.
Други албум Крома Ки објављен је 2000. године, под насловом You Go Now и представљао је корак даље у истом правцу, са мрачном амбијенталном атмосфером и много електронских инструмената.
Трећи, и за сада последњи албум овог пројекта, Мур је снимио самостално, као фиктивни саундтрек за едукативни филм Тринаест година (Age 13), из педесетих година прошлог века. Албум, објављен 2004. године под насловом Graveyard Mountain Home, конципиран је тако да музички потпуно прати сцене филма, успореног на пола нормалне брзине. Будући да се филм налази у јавном власништву, уз албум се добијао и диск са оригиналном верзијом филма, као и са верзијом коју је Мур успорио, за синхронизовано гледање уз албум.

### 
Године 2003. гитариста Џим Матеос је позвао Мура да свира у његовом новом пројекту. Будући да је Мур већ свирао са Матеосом у бенду Fates Warning, прихватио је учешће у овом пројекту, и тако је настао бенд OSI. Чланови прве поставе били су још и Мајк Портној и басиста Шон Малоун, а први албум, Office Of Strategic Influence, објављен је 2003. године. Овај албум је представљао занимљиву комбинацију жанрова, са мрачним мелодијама и елементима електронике које је радио Мур и јаким гитарским рифовима за које је био задужен Матеос. Иако је OSI био замишљен као једнократни пројекат, Мур и Матеос су наставили да експериментишу са овом мешавином жанрова и до сада су издали још три албума као OSI: Free из 2006. године, Blood из 2009. године и Fire Make Thunder из 2012. године.

### Остали радови
Осим рада са поменутим бендовима, Мур је свирао на неколико албума бенда Fates Warning, а издао је и неколико соло албума. Први Мурови соло албуми базирани су на песмама које је писао док је још био члан Дрим Тијатера, да би његови каснији радови били више експерименталног карактера, са карактеристичном употребом говорних семплова и јаким утицајима електронске музике.
За време док је живео у Костарици, водио је радио емисију активистичког карактера, а водио је и радио емисије на турском радију. Написао је и музику за два турска филма, Okul из 2004. године и Küçük Kiyamet из 2006. године.
У време док је био члан Дрим Тијатера, Мур је држао приватне часове клавира и музичке теорије, а један од његових ученика био је и награђивани амерички филмски композитор Рој Хартер. У Турској, Мур је радио као продуцент локалном индустријал метал бенду Makine.

## Дискографија
Дрим Тијатер:
- (1986)
- (1989)
- (1992)
- (1993)
- (1994)

:
- (1989)
- (1997)
- (2000)

Соло албуми:
- (1995)
- (1999)
- (2004)
- (2004)
- (2010)

Крома Ки:
- (1998)
- (2000)
- (2004)

:
- (2003)
- (2006)
- (2009)
- (2012)

Остали албуми:
- -  (1989)
- -  (1997)
- -  (2000)
- -  (2002)
- -  (2008)